# رودولف لندت
رودولف لندت (Rodolphe Lindt) هو شوكولاتي ومخترع سويسري عاش بين (16 تموز/يوليو 1855 و 20 فبراير 1909)، وهو مؤسس مصنع لندت للشوكولاتة.
كما اخترع لندت جهاز القدر الصدفي conche الذي ساهم في تطوير صناعة الشوكولاتة.

## اقرأ أيضاً
- هنري نستله
- دانيال بيتر